# Її власний шлях
«Її власний шлях» (англ. Her Own Way) — американська драма режисера Герберта Блаше 1915 року.

## У ролях
- Флоренс Рід — Джорджіана Карлі
- Бланш Девенпорт — містер Карлі
- Кларісса Сельвінні — місіс Стівен Карлі
- Роберт Беррат — лейтенант Річард Коулман
- Фрауні Фраутгольц — Стівен Карлі
- Вільям А. Морс — Сем Кейст
- Джон Карні — Молз
- Джеймс О'Нілл — великий князь Володимир